# 박재홍 (배우)
박재홍(1988년 3월 28일 ~ )은 대한민국의 배우이다.

## 출연작

### 영화
- 《견: 버려진 아이들》 (2020년) - 고태성 역
- 《담보》 (20120) - 나이트 클럽 웨이터 역
- 《다만 악에서 구하소서》 (2020년) - 춘성 요원 2 역
- 《사자》 (2019년) - 선호 역
- 《극한직업》 (2019년) - 이무배 조직원 1 역
- 《그것만이 내 세상》 (2018년) - 젠틀남 2 역
- 《청년경찰》 (2017년) - 경찰대 훈련단 역
- 《나홀로 휴가》 (2016년) - 오픈카커플남 역
- 《수상한 그녀》 (2014년) - 씩스팩스 4 역
- 《스파이》 (2013년) - 수방사 헬기 조종사 역
- 《해운대》 (2009년) - 청원경찰 2 역

### 연극
- 《오아시스 세탁소 습격사건》
- 《강아지똥》

### 뮤지컬
- 《왕을 바라다》
- 《심청전을 짓다》
- 《들풀2》